# Cultuurfonds Onderscheiding
De Cultuurfonds Onderscheiding is een Nederlandse onderscheiding die sinds 2024 jaarlijks wordt toegekend aan mensen die zich tien jaar of langer vrijwillig – onbetaald en onverplicht – inzetten voor cultuur of natuur in het Koninkrijk der Nederlanden. De onderscheiding is de opvolger van de Zilveren Anjer, die tussen 1950 en 2023 werd uitgereikt. 

## Geschiedenis
Vanaf 1950 werd door het Prins Bernhard Fonds de Zilveren Anjer uitgereikt. In 1999 werd de naam van het fonds veranderd in het Prins Bernhard Cultuurfonds; sinds 7 november 2023 is de naam het Cultuurfonds. De naam van de onderscheiding werd gewijzigd van Zilveren Anjer in Cultuurfonds Onderscheiding. Er werd een nieuwe onderscheiding ontworpen door edelsmid Aletta Teunen.
De allereerste uitreiking van de Cultuurfonds Onderscheiding, in 2024, vond plaats op Kasteel Amerongen. De periode van de Zilveren Anjer meegerekend, was het de vijfenzeventigste keer dat het fonds onderscheidingen uitreikte aan vrijwilligers die zich inzetten voor cultuur en natuur. De uitreiking in 2024 werd uitgevoerd door de commissarissen van de Koning en de gevolmachtigde minister van Curaçao.

## Laureaten

### 2024
- Rose Mary Allen, voor haar inzet voor en onderzoek naar cultureel erfgoed en geschiedenis van Curacao.
- Franke Remerie, voor zijn toewijding aan natuurbehoud en de bescherming van biodiversiteit.
- Patricia Tjiook-Liem, voor haar inspanningen om het cultureel erfgoed van Chinese Indonesiërs in Nederland te behouden.
- Gert-Jan en Carla Kramer-Lems, voor hun grote bijdrage aan muziek, beeldende kunst, erfgoed en theater.
- De Engelen van Amerongen, voor hun inzet in het behoud van historisch textiel.